# Dirge of Cerberus Lost Episode: Final Fantasy VII
Dirge of Cerberus Lost Episode: Final Fantasy VII (яп. ダージュ オブ ケルベロス ロスト エピソード -ファイナルファンタジーVII- Дадзу обу Кэруберосу Розуто Эпизоудо Файнару Фантадзи Сэбун) — японская ролевая игра и шутер от третьего лица для мобильных телефонов, разработанный Ideaworks3d совместно со Square Enix и изданный последней, являющийся частью «Компиляции Final Fantasy VII», подсерии франшизы Final Fantasy, состоящей из приквелов и сиквелов к Final Fantasy VII. Является мидквелом к игре Dirge of Cerberus: Final Fantasy VII для PlayStation 2. 
Lost Episode содержит недостающие сюжетные миссии из Dirge of Cerberus. Главный герой игры Винсент Валентайн пытается спасти мир от таинственной организации сверхлюдей под названием Дипграунд, члены которой, в свою очередь, охотятся за Протоматерией, мощнейшим магическим артефактом, содержащемся в теле Винсента. В попытках раскрыть некоторые обстоятельства из своего прошлого Винсент решает посетить поместье энергетической мегакорпорации «Син-Ра». Вертолёт Винсента терпит крушение, из-за чего ему приходится прокладывать путь к намеченной цели через вражескую армию. 
Техническая поддержка игры завершилась 31 марта 2018 года . Lost Episode получила смешанный приём.

## Игровой процесс
Как и Dirge of Cerberus, Lost Episode представляет собой шутер от третьего лица с элементами ролевого экшена. Во время прицеливания у пользователя открывается вид от первого лица. Сражения происходят в режиме реального времени. Основными противниками выступают солдаты Дипграунда и монстры из мира Final Fantasy VII; на некоторых этапов присутствуют боссы. HUD отображает очки здоровья Винсента, выбранное оружие, количество боеприпасов и прицел. В распоряжении протагониста имеются: трёхствольный пистолет «Цербер», винтовка «Гидра» и пулемёт «Грифон». Также персонаж может ненадолго принимать форму галианского зверя, стреляющего огненными шарами. В игре встречаются различные предметы и аксессуары, восстанавливающие здоровье Винсента и повышающие наносимый урон.

## Сюжет

### Персонажи и сеттинг
Действие Lost Episode разворачивается в вымышленном индустриальном или постиндустриальном научно-фантастическом мире под названием Планета. События игры происходят спусти три года с момента окончания Final Fantasy VII. Её главный герой Винсент Валентайн противостоит таинственной организации Дипграунд, созданной энергетической мегакорпорацией «Син-Ра», члены которой планируют пробудить существо, известное как Омега, чтобы уничтожить всю жизнь на Планете. Для осуществления этого замысла им необходим мощнейший магический артефакт Протоматерия, содержащийся в теле Винсента. Их возглавляют могущественные сверхлюди, известные как Цвета; в Lost Episode появляются только двое из них — Тёмный Неро и Багряная Россо. В борьбе с Дипграундом Винсенту помогает «Организацию по восстановлению мира» (ОВМ), возглавляемая бывшим товарищем по партии Винсента Ривом Туэсти, который часто взаимодействует с ним через говорящего роботизированного кота по имени Кат Ши.

### История
После разрушения штаб-квартиры ОВМ войсками Дипграунда, Винсент Валентайн решает раскрыть некоторые обстоятельства из своего прошлого и побольше узнать о Протоматерии. Для этого он отправляется в поместье «Син-Ры», однако по пути его вертолёт сбивают гаргульи. Винсент направляется в ближайший город — Джунон, в то время как издалека за ним наблюдает один из Цветов, Тёмный Неро. Действия Валентайна курирует его старый союзник Рив Туэсти, который советует ему обзавестись транспортом в ныне опустевшем Джуноне. В городе Винсент сталкивается с войсками Дипграунда, а также с другим членом Цветов Багряной Россо, после чего сражается с ней в доках. В последний момент он успевает запрыгнуть от отплывающий корабль, а Россо получает указание свыше прекратить преследование. Когда на судно нападают гаргульи и сахагины, Винсент спасает одну из пассажирок, напоминающую ему возлюбленную из прошлого, доктора Лукрецию Кресцент. Тем временем Неро натравливает на Винсента Чёрную вдову, дабы высвободить тьму внутри него. Во время развернувшего сражения, из которого Винсент в конечном итоге выходит победителем, корабль погружается на дно. Тем не менее, Валентайна спасает оказавшийся неподалёку аватар Рива Кат Ши, и вместе они продолжают путь к поместью «Син-Ра» на подводной лодке.

## Разработка и выпуск
В 2005 году продюсер Косэй Ито предложил руководству Square Enix создать шутер от третьего лица для мобильных устройств, который, в конечном итоге, стал спин-оффом к игре Dirge of Cerberus: Final Fantasy VII и частью медиафраншизы «Компиляция Final Fantasy VII». Поскольку члены команды не обладали необходимым опытом в разработке трёхмерных игр для мобильных телефонов, они обратились за помощью к британской компании Ideaworks3d. Изначально Lost Episode задумывалась как эксклюзив для североамериканских платформ, однако Square Enix приняла решение выпустить её на территории Японии на мобильных телефонах Docomo P903i. Разработчики планировали добавить в игру многопользовательский режим под названием Deepground Elite Mode, в котором пользователи управляли солдатом Дипграунда, однако тот не вошёл в финальную версию. 
Square Enix объявила о выходе игры во время игровой выставки E3 2006. В июне Square подписала эксклюзивное соглашение с сотовой компанией Amp’d Mobile, в соответствии с которым Lost Episode должна была выйти на её сервисе раньше других операторов связи. Выпуск американской версии игры состоялся 22 августа 2006 года, в то время как в Японии она вышла 26 июля 2007 года. Техническая поддержка игры завершилась 31 марта 2018 года. 

## Восприятие и наследие
Эдуардо Васконселлос из IGN поставил игре 6,7 баллов из 10. Рецензент сетовал на плохую настройку камеры, в частности на скорость её вращения, из-за которой враги и другие объекты на уровне выпадают из поля зрения игрока. С другой стороны, Васконселлос похвалил упрощающую процесс стрельбы механику смены вида от первого лица к третьему, причём управление от первого лица показалось ему более удобным. В завершающей части рецензии он назвал Lost Episode «приемлемой» игрой, которая может доставить умеренное удовольствие. По мнению рецензента, проект не заслуживает внимание игроков, которые не являются фанатами серии Final Fantasy. Ритвик Митра из Game Rant заявил, что считает Lost Episode одним из худших спин-оффов к Final Fantasy VII. 
Несмотря на то, что спин-офф долгое время считался потерянным, в 2023 году нескольким фанатам игры удалось сохранить его демоверсию. Сюжетная линия Lost Episode пересказывается в мобильной игре Final Fantasy VII: Ever Crisis 2023 года.